# Hans Weiß (Politiker, 1919)
Hans Weiß (* 12. Dezember 1919 in München; † 16. Oktober 2008 ebenda) war ein deutscher Politiker (CSU) und der erste nach dem Zweiten Weltkrieg frei gewählte Oberbürgermeister der Stadt Bad Kissingen.

## Leben
Nach dem Abitur 1939 am Wilhelmsgymnasium München studierte Weiß Rechtswissenschaft an der Ludwig-Maximilians-Universität München. Schon frühzeitig betätigte er sich in der Politik: Er wurde Mitbegründer der Münchener Christlich Sozialen Union (CSU) und deren erster Ortsverbandsvorsitzender in Haidhausen. Zeitweilig war er auch stellvertretender CSU-Parteivorsitzender. So hatte er engste Kontakte zum Parteivorsitzenden Josef Müller („Ochsensepp“) und zum jungen Franz Josef Strauß.
Weiß promovierte bei Wilhelm Hoegner, einem der „Väter“ der bayerischen Verfassung, wurde zunächst Staatsanwalt und dann persönlicher Referent des inzwischen zum Justizminister avancierten Josef Müller. Auf Ermunterung des damaligen Landtagsabgeordneten Engelbert Hofmann kandidierte Weiß im Jahr 1952 zur Wahl des Oberbürgermeisters in Bad Kissingen gegen einen Einheimischen und gewann am 30. März 1952 die erste freie Direktwahl nach dem Zusammenbruch des Dritten Reiches mit gut 60 Prozent der abgegebenen Stimmen. Am 1. Mai 1952 trat Weiß als Nachfolger von Karl Fuchs sein Amt in Bad Kissingen an und war damit zugleich der jüngste Oberbürgermeister seiner Zeit in Bayern.
Von 1954 bis 1966 war er Präsident des unterfränkischen Bezirkstages, von 1966 bis 1970 Mitglied des Bayerischen Landtages. Von 1959 bis 1972 war er Vorsitzender des Kreisverbandes des Bayerischen Roten Kreuzes.
In seine Amtszeit als Oberbürgermeister fällt u. a. die Eröffnung des Bad Kissinger Terrassenschwimmbads. Zudem war Weiß eine der tragenden Persönlichkeiten bei der Durchführung der Gebietsreform vom 1. Juli 1972. Letztlich ist damit auch Bad Kissingens Status als „Große Kreisstadt“ ihm zu verdanken.
Als Oberbürgermeister dieser „Großen Kreisstadt“ war Weiß von 1972 bis zu seinem Ausscheiden aus dem Amt des Oberbürgermeisters im Jahr 1984 Erster Vorsitzender des Bayerischen Gemeindetages, anschließend dessen Ehrenvorsitzender, von 1972 bis zu dessen Auflösung im Jahr 2000 war er Mitglied des Bayerischen Senats und in den Jahren 1982 bis 1993 dessen Präsident.
Nach 32 Dienstjahren schied Hans Weiß im Jahr 1984 als erster frei und direkt gewählter Oberbürgermeister der Nachkriegszeit aus seinem Amt.

## Ehrungen
- 1964: Bayerischer Verdienstorden
- 1970: Kommunale Verdienstmedaille in Gold
- 1977: Bundesverdienstkreuz 1. Klasse
- 1977: Ehrenzeichen des Landkreises Bad Kissingen in Gold
- 1977: Bad Kissinger Stadtring, verliehen anlässlich seines 25-jährigen Dienstjubiläums; Weiß war der erste Ring-Träger
- 1981: Großes Bundesverdienstkreuz
- 1984: Großes Bundesverdienstkreuz mit Stern und Schulterband
- 1984: Ehrenbürgerwürde der Stadt Bad Kissingen
- Der Dr.-Hans-Weiß-Sportpark in Bad Kissingen ist nach ihm benannt.